# 趙梓淇
趙 梓淇（チウ・チョンユー、Chiu Chung Yu、1982年7月24日 -）は、香港出身の元歌手。芸名は趙 頌茹。本名は趙 潤敏。身長173cm、体重48kg。ミュージック・アイコン・レコード所属。
「エリートモデルルック」に参加し、第3位入賞。それがきっかけでレコード会社に発掘され、期待の新人と言われる。
その後、芸能界を引退し、現在は林子萱（キキ・リン）のアドバイザーをしている。

## アルバム
- 2002年：「Yu See!」
- 2003年：「Yu See! Again」
- 2003年：「Love Forever 至愛情歌」（ベストアルバム）
- 2003年：「That's Yu」
- 2004年：「Just Yu」

## その他の歌曲
- 大孩子（劇場版）
- 同情心（劇場版）
- 負負得正

## 出演作品

### テレビドラマ
- 2004年：「青出於藍」 - 徐皓月 役

### 映画
- 2003年：『インファナル・アフェア 無間序曲』 - マリー＜後のラウの妻＞ 役